# Pennelli di Vermeer
I Pennelli di Vermeer sono una rock band napoletana.

## Storia del gruppo
Dopo la loro fondazione, autoproducono nel 2004 il cd Mod. Barocco, Fragile, Maneggiare con cura, Grazie!.
In seguito dal 2004 al 2006 partecipano a numerosi festival nazionali (cfr. sez. "Premi, partecipazioni e riconoscimenti") e la loro canzone "La pipa Operaia" è inserita nella compilation Napoli Sound System Vol. 2 (2006) in cui compaiono come ospiti anche 24 Grana, Almamegretta e 'o Zulù.
Nel 2005 suonano al MeiFest di Faenza distribuendo la loro seconda autoproduzione dal titolo Processo immaginario... ad un nevrotico dissociato ma non del tutto, che contiene quattro brani inediti più il videoclip della canzone "La pipa operaia" realizzato in collaborazione con il regista Mario Amura. Ricevono il Premio della Critica al Festival di musica d'autore Scrivendo Canzoni a cura del Club Tenco di Sermide (Mn).
Nel gennaio 2007 viene pubblicato dall'etichetta napoletana "La Canzonetta/Sintesi3000", l'EP Tramedannata, contenente quattro brani della band, la cover di "Princesa" (di Fabrizio De André) e il videoclip de "La pipa operaia".
Dopo varie partecipazioni ad altri importanti festival, la band realizza LP, La primavera dei sordi, di nuovo edito da "La Canzonetta/Sintesi3000", che, pubblicato a giugno 2008, vede la partecipazione di numerosi musicisti, tra cui spiccano i nomi di Lino Vairetti (Osanna) e di Sergio Serio Maglietta (Bisca).
Nell'estate del 2008 i Pennelli di Vermeer vincono il concorso "Suona anche tu con Pino Daniele" bandito dal quotidiano Il Mattino, aggiudicandosi l'opening act al Vai Mo' Tour 2008 di Pino Daniele in Piazza del Plebiscito a Napoli..
Sempre nell'estate del 2008 la band apre il concerto della Premiata Forneria Marconi al Palinuro Coast Festival.
Nel 2009 la band presenta al pubblico il b-side project La Sacra Famiglia, tragicommedia musicale in tre atti con diciassette brani inediti che vede la collaborazione al progetto delle cantanti-attrici Stefania Aprea, già voce nei brani Nel Giardino di Belzebù e Luce dell'album La Primavera dei Sordi (2008), e Valentina Bruno..
Nello stesso anno il brano Capa 'e lupo, tratto dallo spettacolo La Sacra Famiglia, vince il premio speciale della giuria, presieduta da Enzo Avitabile alla Festa di Piedigrotta di Napoli.
Nell'ottobre del 2009 i Pennelli di Vermeer vincono il Premio Siae "Sergio Endrigo al "Biella Festival".
A fine 2010 viene pubblicato il DVD de La Sacra Famiglia (La Canzonetta/Sintesi3000), 
le cui riprese sono state effettuate dal vivo durante il debutto teatrale dello spettacolo al Nuovo Teatro Nuovo di Napoli nel febbraio dello stesso anno.
In questo periodo il bassista Giovanni Santoro e il chitarrista Pasquale Palomba lasciano la band e vengono sostituiti da due nuovi elementi: Giovanni Vicinanza alla chitarra elettrica e Fulvio Di Nocera al basso.
Dopo due anni di tournée in teatri e festival italiani con il b-side project La Sacra Famiglia, la band comincia a lavorare al nuovo disco rock, un concept album musicalmente trasversale dal titolo NoiaNoir, i cui testi denunciano in chiave ironica la speculazione attuata dal "sistema dell'informazione" intorno ai casi di cronaca nera. Il disco, che vede la produzione artistica della band e la partecipazione di validissimi musicisti e attori dell'area vesuviana, viene stampato grazie alla piattaforma di crowdfunding "Produzioni dal basso" e pubblicato a giugno 2014 dalla giovane casa editrice napoletana Marotta&Cafiero Recorder. Per il nuovo disco, cambia nuovamente la formazione: al ritorno del primo chitarrista Pasquale Palomba, si aggiunge la cantante/interprete Stefania Aprea, già collaboratrice abituale della band. L'album NoiaNoir viene presentato in anteprima al Meeting del Mare di Marina di Camerota il 2 giugno 2014, dove la band ha aperto nuovamente il concerto di Franco Battiato e al PompeiLab (Pompei, NA) il 6 giugno 2014. A settembre 2015, i PdV partecipano a una compilation-tributo a Ivan Cattaneo, prodotta dalla Soter Label, col brano Maria-Batman. 
Da dicembre 2015 la band, in formazione acustica, si esibisce con nuovi brani inediti ed entra a far parte del movimento di artisti campani "Be Quiet" che, con il "Be Quiet Show", trova nel cuore di Napoli un appuntamento fisso a cadenza mensile al Teatro Piccolo Bellini a partire da novembre 2015 e per tutta la stagione teatrale 2016.
Nell'aprile del 2016 i Pennelli di Vermeer lanciano in radio e sugli store digitali il singolo Ho perso il pelo (Soter) seguito dall'uscita del videoclip per la regia di Danilo Alì Marraffino.
Nel maggio del 2017 la band riceve il riconoscimento Disco Mia Martini per il nuovo singolo e video nel decennale di attività.
Nell'ottobre 2017, a dieci anni dall'esordio discografico, viene presentato in anteprima al DiscoDays, Fiera del Disco e della Musica XIX edizione (Napoli), il nuovo disco dei Pennelli di Vermeer dal titolo Misantropi felici (Soter, 2017), in uscita ufficiale il 3 novembre 2017.
Nel luglio del 2018 la band pubblica il videoclip del brano Misantropi felici (Soter, 2017) tratto dal disco omonimo, per la regia di Enzo Usiello.
Nel giugno del 2020 i Pennelli di Vermeer lanciano in radio e sugli store digitali il singolo Bruco di gomma (Soter, 2020), seguito dall'uscita del videoclip per la regia di Ceppe.

Nel settembre 2024 la band annuncia un ritorno sulle scene, a partire da dicembre 2024, con il live dal titolo Piccole cose: una backline scarna: due voci e un piano, per reinterpretare in chiave intima e cantautorale i brani più significativi del repertorio della band. In scaletta, anche un nutrito gruppo di canzoni inedite che faranno parte del prossimo album, attualmente in produzione.

## Componenti

### Formazione attuale
- Pasquale Sorrentino - voce e chitarra acustica
- Stefania Aprea - voce
- Paolo Pagano - piano
- Marco Sorrentino - batteria

### Collaboratori abituali
- Raffaele Polimeno - tastiere
- Pasquale Palomba - chitarra elettrica
- Giovanni Vicinanza - sound engineer, chitarra elettrica
- Valentina Bruno - voce
- Roberto Pappalardo - attore
- Fulvio Di Nocera - contrabbasso, basso elettrico
- Catello Tucci - violoncello

### Ex componenti
- Giovanni Santoro - basso
- Fulvio Di Nocera - contrabbasso, basso elettrico
- Giovanni Vicinanza - sound engineer, chitarra elettrica
- Michele Matto - basso
- Joe Dardano - chitarra elettrica
- Catello Tucci - violoncello

## Discografia

### Album di inediti
- 2004 - Mod. Barocco, Fragile, Maneggiare con cura. Grazie! (autoprod. - tiratura: 1000 copie)[1]
- 2005 - Processo immaginario...ad un nevrotico dissociato ma non del tutto (autoprod. - tiratura: 500 copie)[3]
- 2007 - Tramedannata (La Canzonetta/Sintesi 3000)[5]
- 2008 - La primavera dei sordi (La Canzonetta/Sintesi 3000)[6]
- 2014 - NoiaNoir (Marotta&Cafiero Recorder)[34]
- 2017 - Misantropi felici (Soter)[30]

### DVD
- 2010 - Pennelli di Vermeer in "La Sacra Famiglia" (tragicommedia musicale in tre atti) - regia di Steven Forbus (La Canzonetta/Sintesi 3000) Link al trailer

### Compilation
- 2006 - AA.VV. Arezzo Wave Love Festival (Ondanomala/Edel)[35]
- 2006 - AA.VV. Napoli Sound System vol. 2 (La Canzonetta/Self)[2]
- 2009 - AA.VV. PofiRock Compilation 2006-2007 (PofiRock)[36]
- 2012 - AA.VV. Decameron: Ten Days In 100 Novellas - Part 1 (Musea Records)[37]
- 2015 - AA.VV. Un Tipo Atipico (Soter)[24]

### Video
- 2005 - La pipa operaia - regia di Mario Amura Link al video
- 2008 - Manifesto cm 70x100 - regia di Federico Gravina Link al video
- 2015 - Mrs Rose - regia di Alfonso Scognamiglio e Salvatore Ferraro Link al video
- 2017 - Ho perso il pelo - regia di Danilo Alì Marraffino Link al video
- 2018 - Misantropi felici - regia di Enzo Usiello Link al video
- 2020  - Bruco di gomma - regia di Ceppe Link al video

## Premi, partecipazioni e riconoscimenti
- 2005 - Premio della Critica del Festival Scrivendo Canzoni di Sermide (MN)[4]
- 2005 - Premio "Miglior testo" del Festival Aritmia Mediterranea di Molfetta (BA)[38]
- 2005 - Premio "Miglior gruppo" dello Stereolab Music Festival di Mercato San Severino (SA)[39]
- 2005 - Finalisti nazionali del Festival Rock Targato Italia, Milano[40]
- 2006 - Vincitori del Festival Giovani Suoni di Napoli[41]
- 2006 - Partecipazione live al Meeting del Mare di Marina di Camerota (SA), precedendo il concerto di Franco Battiato[42]
- 2006 - Finalisti nazionali all'Arezzo Wave Love Festival, in qualità di vincitori di Arezzo Wave - Campania[43]
- 2006 - Partecipazione live al Premio Carosone di Napoli (tra gli ospiti: Noa & Solis String Quartet, Carmen Consoli, Giovanni Allevi, Giorgio Conte, Giuliano Palma, Enzo Avitabile, ecc)[44]
- 2006 - Partecipazione live alla Notte bianca di Napoli[45]
- 2008 - Opening-act al concerto-evento di Pino Daniele in Piazza Plebiscito, Napoli dell'8 luglio 2008[9]
- 2008 - Opening-act al concerto della Premiata Forneria Marconi al Palinuro Coast Music Festival[10]
- 2009 - Finalisti nazionali di Martelive a Roma, sez. Teatro[46]
- 2009 - Ospiti del YouThink Festival, insieme con Ascanio Celestini, organizzato dal Comune di Napoli a Città della Scienza[47]
- 2009 - Partecipazione live al concerto di solidarietà A Torino c'ero anch'io in Piazza del Gesù a Napoli, insieme con 99 Posse, 24 Grana, Jovine, Sangue Mostro e Lucariello[48]
- 2009 - Premio Speciale della Giuria della Festa di Piedigrotta di Napoli[13]
- 2009 - Premio Speciale della SIAE "Sergio Endrigo" del Biella Festival di Biella[14]
- 2014 - Opening-act al concerto di Franco Battiato al Meeting del Mare di Marina di Camerota[22].
- 2015 - Finalisti dell'Ugo Calise Festival della Canzone D'Autore, Oratino (CB)[49]
- 2017 - Disco Mia Martini Festival III Edizione, Somma Vesuviana[28]
- 2017 - DiscoDays Fiera del Disco e della Musica XIX Edizione[50]
- 2018 - Musicultura XXIX Ed. [51]